# Pietro Metastasio

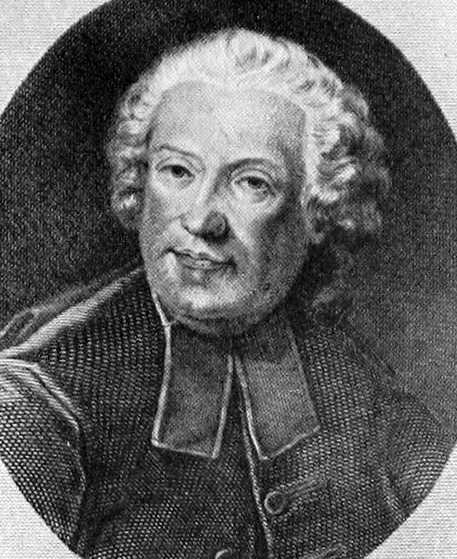
Pietro Metastasio.

Pietro Antonio Domenico Bonaventura Trapassi, más conocido como Metastasio (Roma, 3 de enero de 1698-Viena, 12 de abril de 1782), fue un escritor y poeta italiano, uno de los más importantes libretistas de ópera del siglo XVIII.

## Biografía
Pietro Trapassi nació en Roma, donde su padre, Felice Trapassi, originario de Asís, formaba parte de un regimiento militar del papado. Su madre, Francesca Galasti, era boloñesa; se establecieron en Roma por su propia cuenta y tuvieron dos hijos y dos hijas. Pietro improvisaba versos y cantaba ya de niño. En una de esas improvisaciones en 1709 fue descubierto por el árcade Gian Vincenzo Gravina y por el crítico Lorenzini. Gravina lo adoptó y le proporcionó una educación esmerada, helenizando su apellido Trapassi a Metastasio; quiso hacer de su hijo adoptivo un jurista como él, para lo cual le hizo dominar el latín, pero también lo llevaba a improvisar en verso sobre un tema cualquiera hasta ochenta estrofas de una sentada, lo que iba deteriorando su salud mental; pero un viaje de Gravina a Nápoles y a Calabria en que llevó al muchacho cambió esa situación de niño prodigio explotado, porque confió su educación a Gregorio Caroprese, más atento a la salud de su alumno. A los doce años tradujo la Ilíada; dos años más tarde compuso una tragedia senequista, Giustino, impresa en 1713 por Gravina, pero de la que Trapassi habría de renegar en el futuro. Caroprese murió en 1714, haciendo de Gravina su heredero; el mismo Gravina murió en 1718 y Metastasio heredó de su fortuna 15.000 escudos de oro, lo que le dio una cierta autonomía económica. Tenía las órdenes menores, pero su belleza y juventud lo hicieron un buen partido y al cabo de dos años había dilapidado esos bienes, aunque también aumentado su fama. Pasó a Nápoles al bufete de Castagnola para trabajar como jurista.
En 1721 empezó su carrera musical con el epitalamio Endimión, con ocasión de la boda de su protectora, la princesa Pinelli di Sangro, con el marqués Belmonte Pignatelli. En 1722 compuso para el virrey de Nápoles una solemne serenata para festejar el aniversario de la emperatriz, con la condición de que el autor permaneciera anónimo. Escribió Gli orti esperidi (Los jardines de las Hespérides), musicado por Nicola Porpora y cantado por el alumno de este último, el castrato Farinelli, quien hacía por entonces su brillante debut. Hacía el papel de diosa Venus la prima donna Marianna Bulgarelli, conocida como «la Romanina». El éxito fue considerable. La poco discreta Romanina divulgó el bien guardado secreto y se supo quién era el autor de la letra. Es más, la Romanina persuadió a Metastasio de que abandonara la carrera jurídica y se volcase en la carrera literaria como letrista de dramas líricos. Instalado en su propia casa, fue conociendo a los mayores compositores de su tiempo: Porpora, quien le dio una formación musical, Johann Adolf Hasse, Pergolesi, Alessandro Scarlatti, Leonardo Vinci, Leonardo Leo, Francesco Durante y Benedetto Marcello, y no paró de escribir sus encargos. En ese mismo cenáculo aprendió el arte del bel canto y se familiarizó con el estilo de intérpretes como Farinelli. Extraordinariamente dotado para la composición y de una verdadera sensibilidad poética, no tuvo dificultad alguna en engendrar obras de gran mérito literario genuino que llegaron a ser obras maestras de la música cantada en una escuela vocal sin equivalente ni precedentes. Su mérito no se desvela en la mera lectura de sus obras; las intrigas son convencionales, algunas situaciones son absurdas, se toma libertades con la verdad histórica de algunos personajes y existe una repetitividad, a veces molesta, del tema del amor en todos sus desarrollos, pero todo se explica por las necesidades de la musicalización.
En sus libretos de ópera se encuentra la mejor expresión de la corriente arcádica, que predominó en la lírica neoclásica italiana. Estos libretos fueron musicados por compositores como Vivaldi, Haendel, Gluck, Meyerbeer, Traetta y Mozart.
Metastasio vivía en Roma en casa de la Romanina y su marido. La cantante lo adoptó de forma aún más apasionada que Gravina, investida de un afecto semimaternal, semiamoroso, y por una verdadera admiración de artista por unos talentos tan excepcionales. Es más, acogió con ella a toda la familia Trapassi, padre, madre, hermano y hermanas. Permitía todos los caprichos del genio. Bajo su influjo benéfico compuso poco a poco Didone abbandonata, Catone in Utica, Ezio, Alessandro nell' Indie, Semiramide riconosciuta, Siroe y Artaserse. Dramas líricos puestos en música por los principales compositores y estrenados por toda Italia. Pero la Romanina llegaba a la edad de no cantar en público y el poeta se sentía cada vez más asfixiado y dependiente. Cobraba 300 escudos por cada uno de sus libretos de ópera, cantidad apreciable pero escasa e irregular para sus necesidades, y necesitaba buscar un sueldo fijo, así que en septiembre de 1729 recibió la oferta de sustituir a Apostolo Zeno, quien volvió a Venecia, y ser poeta oficial del teatro de Viena con 3000 florines de emolumentos. Aceptó al momento y, de manera muy desinteresada, la Romanina lo dejó partir, cargando además todavía con su familia en Roma. Es que ella también deseaba marchar a Viena.
Al comienzo del verano de 1730 se instaló en Viena en la residencia de un español de Nápoles, Nicolás Martínez, con el que continuó hasta su muerte, porque se había enamorado de su hija, la cantante, pianista y compositora Marianne von Martínez, que fue su último amor. Entre 1730 y 1740 escribió sus más bellos dramas líricos: Adriano, Demetrio, Issipile, Demofoonte, Olimpiade, Clemenza di Tito, Achille in Sciro, Temistocle y Attilio Regolo. Algunas de ellas se escribieron en intervalos increíblemente cortos; Achille en dieciocho días, Ipermestra en nueve solamente. Todo el mundo, poeta, compositor, copistas, cantantes, escenógrafos, trabajaban de forma frenética. Y Metastasio dirigía todo hasta en los menores detalles.
En Viena no llevó una vida social muy brillante por sus modestos orígenes; pero le alivió la compañía de la condesa Althann, pariente de su antigua protectora, la princesa Belmonte Pignatelli. Era viuda y había sido durante un tiempo favorita del emperador. Su relación con Metastasio fue tan íntima que incluso se piensa que tal vez se casaron en secreto.
La Romanina quería, entretanto, obtener para ella un contrato en el teatro de la corte imperial. Por eso él la odiaba y desechaba sus demandas, e intentó disuadirla de que lo fuera a ver. El tono de las cartas que le enviaba él le inspiró decepción y cólera. Se preparaba para abandonar Roma cuando murió en ignoradas circunstancias. Ella había hecho de él el heredero de su fortuna personal cuando su marido falleciera. Metastasio, transido de dolor y remordimientos, renunció a esa herencia. Este acto desinteresado perjudicaba a su familia que estaba en Roma. Y a consecuencia de ello, su hermano Leopoldo Trapassi, sus padres y sus hermanas fueron echados de su casa y tuvieron que sostenerse por ellos mismos.
Desde 1745 ya no escribía apenas y su salud se resentía, aunque sus escasas obras de este periodo son las mejores y más populares de su repertorio, como la cancioncilla Ecco quel fiero istante que dedicó a su amigo Farinelli. En 1755 murió la condesa Althann y ya no se relacionaba más que con los habituales visitantes del burqués Martínez con quien se hospedaba. Entró en una cierta senilidad aunque llegó a vivir hasta 1782. Legó toda su fortuna (alrededor de 130.000 florines) a los cinco hijos de su amigo Martínez. Había sobrevivido a todos los miembros de su propia familia.

## Estilo e influjo
Durante los cuarenta años que duró su carrera original y creativa, su renombre no paró de crecer de una forma verdaderamente formidable, casi increíble. En su biblioteca se contaban no menos de cuarenta ediciones distintas de sus Obras completas. Fueron traducidas a numerosas lenguas: francés, inglés, alemán, español e incluso griego moderno. Fueron musicadas y remusicadas continuamente por todos los compositores de alguna notoriedad, y cada ópera reponía sus obras continuamente. Los cantantes más famosos estrenaron sus composiciones en cada capital de Europa. No había sociedad académica que se preciara que no considerara un honor tenerlo entre sus miembros. Todos los visitantes extranjeros importantes que pasaban por Viena querían visitar al viejo poeta en su casa del Mercado del Carbón (Kohlmarkt Gasse).
Pero su estilo convenía a una cierta música, la de los virtuosos de la vocalización, los sopranos dramáticos. Las evoluciones que afectaron al drama musical con la llegada de Gluck y Mozart, el desarrollo de la orquestación y la moda del estilo germánico que se expandía rápidamente necesitaban libretos de una factura distinta. Las obras de Metastasio cayeron en un olvido que ciertamente no merecían, como no lo merecía la música que las acompañaba. Farinelli, considerado por él como un alter ego, personificaba de alguna manera su poesía y con la desaparición de los castrati la música apropiada a Metastasio se desvaneció. Los dos hombres estaban verdaderamente ligados por su instinto y sus talentos complementarios.

## Traducciones españolas
Metastasio fue traducido al español ya en el siglo XVIII por José Ibarro, Ignacio García Malo, Juan Marugán, Cándido María Trigueros, Juan Egaña y Benito Antonio Céspedes. Sabemos por el trabajo del historiador de La Gazeta de México, Víctor Cid, que por lo menos El Demoffonte (traducido en castellano con el título de Inocente usurpador), fue promocionado en esta publicación en noviembre de 1793 (vendido en la imprenta de José Fernández de Jauregui, calle de Santo Domingo esquina de Tacuba, en la entonces capital de la Nueva España) y en diciembre de 1796 y agosto de 1799 (vendido en la librería de Francisco Rico, segunda calle de S. Domingo).

## Enlaces relacionados
- Anexo:Óperas con libreto de Metastasio

## Obra

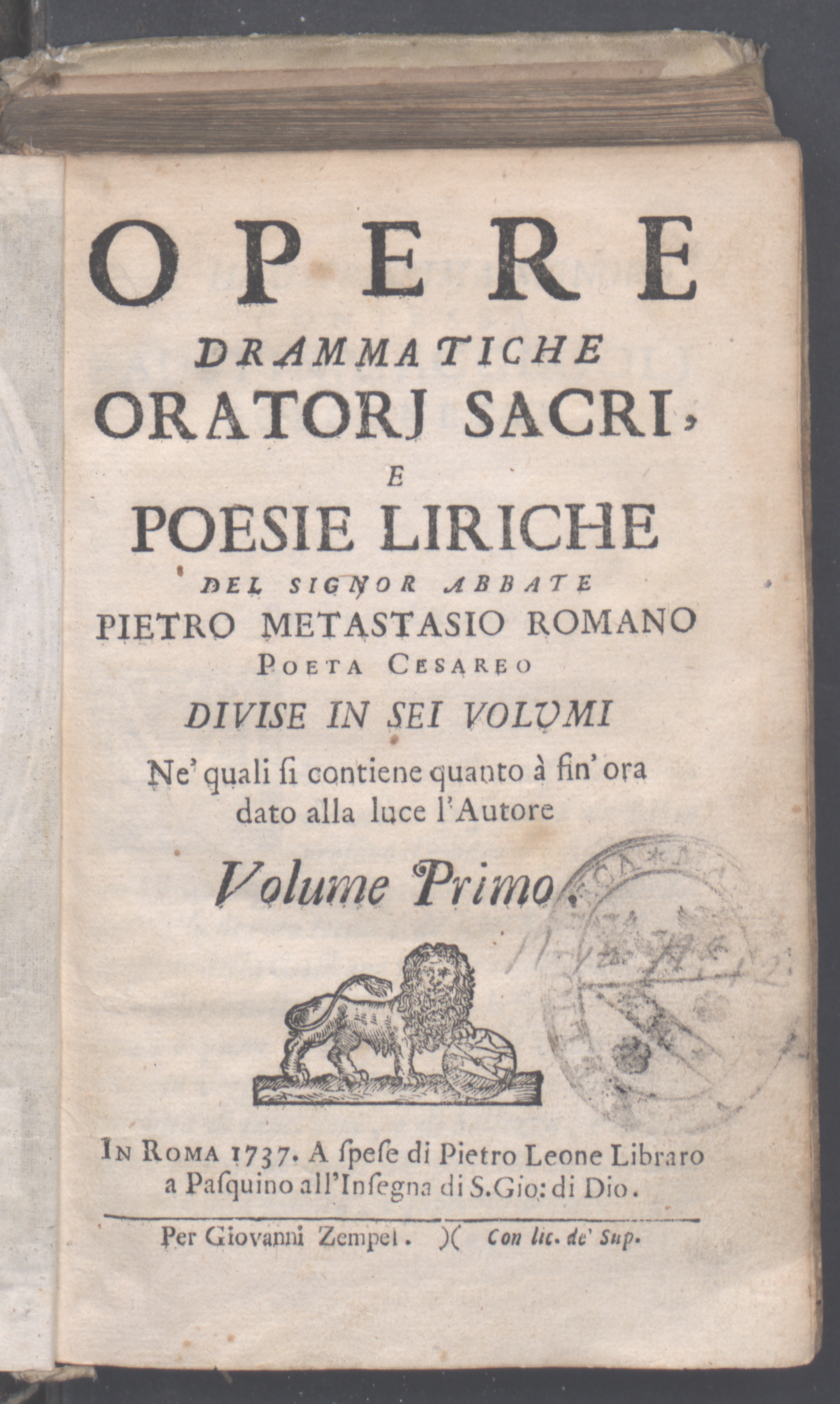
Opere, 1737

### Ediciones metastasianas
- 17.. - Sarti, Giuseppe e Pietro Metastasio. Antigono: Dramma Per Musica. Verona : Dionigi Ramanzini, [17..]
- 17.. - Hasse, Johann Adolf e Pietro Metastasio. La clemenza di Tito: Dramma Per Musica. Verona, Dionisio Ramanzini, [17..]
- 17.. - Maggiore, Francesco e Pietro Metastasio. Siface: Dramma Per Musica. Bologna, Costantino Pisarri, [17..]
- 17.. - Vinci, Leonardo e Pietro Metastasio. Artaserse: Dramma Per Musica. Roma : Zempel e De Mey, [17..]
- 17.. - Caldara, Antonio, Matteis, Nicola e Pietro Metastasio. Il Demetrio: Dramma Per Musica. Vienna, Van Ghelen, [17..]
- 17.. - Caldara, Antonio, Matteis, Nicola e Pietro Metastasio. Adriano in Siria: Dramma Per Musica. Vienna, Van Ghelen, [17..]
- 1724 - Albinoni, Tommaso e Pietro Metastasio. Didone abbandonata, tragedia di Artino Corasio pastore arcade da rappresentarsi in musica nel Teatro Tron di S. Cassano il carnevale dell'anno 1725 dedicata all'eccellentissime dame veneziane, [la musica e del sig. Tomaso Albinoni]. Venezia, Marino Rossetti, [1724]
- 1727 - Sarro, Domenico Natale e Pietro Metastasio. Siroe: Dramma Per Musica; libretto: Artino Corasio. Napoli, Angelo Vocola, 1727
- 1728 - Vinci, Leonardo e Pietro Metastasio. Catone in Utica: Tragedia Per Musica. Roma, Bernabò, 1728
- 1732 - Hasse, Johann Adolf e Pietro Metastasio. Artaserse, dramma per musica nel nuovo Teatro dell'Accademia Filarmon. nel carnovale dell'anno 1733. Dedicato [...] signora Daria Soranzo Gradeniga podestaressa di Verona. In Verona, Per Jacopo Vallarsi, [1732]
- 1735 - La Clemenza di Tito, dramma per musica da rappresentarsi nel Teatro di S.A.S.E. di Baviera nel carnevale dell'anno 1736. In Monaco, Giov. Giac. Votter, [1735]
- 1736 - Ferrandini, Giovanni e Pietro Metastasio. Adriano in Siria, dramma per musica da rappresentarsi nel Teatro di S.A.S.E. di Baviera nel carnovale dell'anno 1737. In Monaco, Appresso Giov. Giac. Votter, [1736]
- 1737 - Sarro, Domenico Natale e Pietro Metastasio. La Passione di Gesù Cristo: Componimento Sacro, di Domenico Sarro; testo: Pietro Metastasio. Roma, Giovanni Zempel, 1737
- 1737 - Hasse, Johann Adolf e Pietro Metastasio. Artaserse, drama per musica da rappresentarsi in Bergamo il carnevale dell'anno 1738. Dedicato a sua eccellenza la signora Maria Querini, Corraro [...] Vincenzo Corraro capitano grande. In Bergamo, Per li FF. Rossi, 1737
- 1739 - Ferrandini, Giovanni e Pietro Metastasio. Artaserse, dramma per musica da rappresentarsi per comando [...] di Carlo Alberto duca dell'alta e bassa Baviera [...] nel giorno natalizio [...] di Maria Amalia [...] in Monaco, li 22 octobre 1739. In Monaco, Appresso Giov. Giav. Votter, [1739]
- 1740 - Lampugnani, Giovan Battista e Pietro Metastasio. Adriano in Siria, Dramma Per Musica da rappresentarsi nel nuovo Teatro delle Grazie in Vicenza in occasione della Fiera dell'anno 1740. Dedicato a sue eccellenze Gio. Antonio Ruzini podesta e Alvise Mocenigo 2. capitanio di Vicenza. Padova, Gio. Battista Conzatti, 1740
- 1741 - Leo, Leonardo Ortensio Salvatore e Pietro Metastasio. La morte di Abele: Componimento Sacro Per Musica. Venezia, 1741
- 1742 - Scalabrini, Paolo e Pietro Metastasio. Il Giuseppe riconosciuto: Componimento Sacro Per Musica. Venezia, 1742
- 1743 - Valentini, Domenico e Pietro Metastasio. La Passione di Gesù Cristo Signor nostro: Componimento Sacro Per Musica. Venezia, 1743
- 1744 - Hasse, Johann Adolf e Pietro Metastasio. L' Ipermestra, dramma per musica da rappresentrasi nel Real Teatro in occasione delle felicissime nozze della [...] Maria Anna d'Austria infanta di Spagna [...] e di sua altezza [...] Carlo Alessandro di Lorena [...] per comando [...] di Maria Teresa regina d'Ungheria [...] l'anno 1744. Vienna : Appresso Gio. Pietro v. Ghelen, [1744]
- 1746 - Jommelli, Niccolò, Vinci, Leonardo e Pietro Metastasio. Il Catone in Utica, dramma per musica da rappresentarsi nel Teatro Tron di S. Cassiano il carnovale dell'anno 1747. [Venezia, s.n., 1746]
- 1748 - Cocchi, Gioachino e Pietro Metastasio. Siface, drama per musica da rappresentarsi nel Real Teatro di S. Carlo nel di 30 maggio di quest'anno 1748. Giorno in cui si commemora il glorioso nome di Ferdinando monarca delle spagne. Dedicato alle [....] di Carlo Borbone e di Maria Amalia di Sassonia nostri sovrani. In Napoli, Per Domenico Langiano, 1748
- 1751 - Galuppi, Baldassarre e Pietro Metastasio. Artaserse, dramma per musica da rappresentarsi nell'apertura del nuovo Teatro in Padova per la solita Fiera di giugno 1751. Dedicato a S.E. il sig. Francesco Tiepolo capitanio e vice-podestà di Padova. In Padova, nella Stamperia Conzatti, 1751
- 1751 - Bernasconi, Andrea e Pietro Metastasio. Antigono, dramma per musica da rappresentarsi in Trevigi nel Teatro Delfino il carnovale dell'anno 1752. Dedicata a sua [...] Gerolamo De Luca podesta [...] di Trevigi. In Trevigi : [S.n], [1751]
- 1752 - Metastasio, Pietro. L'Endimione, cantata a cinque voci data in Napoli il di 26. luglio 1752. all'ambasciadore cesareo reale presso sua maestà il re delle Due Sicilie nell'occasione di sua entrata pubblica, In Napoli, presso Giovanni di Simone, 1752
- 1753 - Bonno, Giuseppe Giovanni Battista e Pietro Metastasio. L'isola disabitata, azione per musica rappresentata in Aranjuez l'anno 1753 festeggiandosi il giorno del glorioso nome di sua maesta cattolica il re D. Ferdinando &. per comando della regina D. Maria Barbara all'eccelntissima signora la signora Donna Maria Boncompagni Ludovisi Cattaneo duchessa di Termoli. In Venezia, Presso Agostino Savioli, 1753
- 1753 - Ferrandini, Giovanni e Pietro Metastasio. Il Catone in Utica, da rappresentarsi in musica [...] Teatro di Corte per comando di S.A.S.E. Massimiliano Giuseppe [...] nel giorno glorioso del suo nome. Li 12 ottobre 1753.
- 1755 - Graun, Carl Heinrich e Pietro Metastasio. Catone in Utica, dramma per musica da rappresentarsi in Verona nel nuovo Teatro dell'Accademia Filarmonica nel carnovale dell'anno 1756. Dedicato a sua eccellenza Vincenzo Pisani 2. podesta di Verona. Verona, Dionigi Ramanzini, [1755]
- 1756 - L'Olimpiade, dramma per musica da rappresentarsi nel Teatro Venezze nella Fiera dell'anno 1756. Dedicato al merito sublime di S. E. Girolamo Lion Cavazza [...]. In Venezia, per Modesto Fenzo, 1756
- 1758 - Giardini, Felice e Pietro Metastasio. La libertà, canzonetta del Metastasio; messa in musica a richiesta di molte dame da Felice Giardini con arie diverse ad ogni strofe... London, [s.n.], [1758] (partitura)
- 1758 - Hasse, Johann Adolf e Pietro Metastasio. La Nitteti. Dramma per musica da rappresentarsi nel Teatro Grimani di S. Benedetto il carnovale dell'anno 1758, [la musica e del Sig. Gio: Adolfo Hasse]. In Venezia, appresso Modesto Fenzo, 1758
- 1758 - Perilla, Salvatore e Pietro Metastasio. Demetrio, dramma per musica da rappresentarsi nel Teatro Dolfin di Treviso per la fiera dell'anno 1758, dedicato a S.E. il N.H. Bortolo Grassi Con musica tutta nuova del sig. Salvador Perilla. In Venezia, appresso Modesto Fenzo, 1758
- 1759 - Zanetti, Francesco e Pietro Metastasio. Cantata a quattro voci: Cantata. Firenze, Stamp. Imperiale, 1759
- 1759 - Brunetti, Giuseppe e Pietro Metastasio. Didone abbandonata dramma per musica da rappresentarsi in Firenze nel teatro di via della Pergola nell'autunno dell'anno 1759 ... . In Firenze : si vende nella stamperia dirimpetto all'Oratorio di s. Filippo Neri, [1759]
- 1769 - Zanetti, Francesco e Pietro Metastasio. Isacco figura del Redentore: Azione Sacra Per Musica. Perugia : Mario Riginaldi, 1769
- 1769 - Piccinni, Niccolò Vito e Pietro Metastasio. Demetrio, dramma per musica. Da rappresentarsi nel Real Teatro di S. Carlo a 30 maggio dell'anno 1769, festeggiandosi il glorioso nome della S.R.M. di Ferdinando 4. ... ed al medesimo dedicato. In Napoli, per Francesco Morelli, 1769
- 1770 - Jommelli, Niccolò e Pietro Metastasio. Il Demofoonte, dramma per musica. Da rappresentarsi nel Real Teatro di S. Carlo nel di 4 novembre 1770, festeggiandosi li gloriosi nomi del cattolico monarca delle Spagne, della maesta della regina nostra signora, e di S.A.R. il principe di Asturias ed alla S.R.M. di Ferdinando 4. ... dedicato. In Napoli : per Francesco Morelli, 1770
- 1773 - Astaritta, Gennaro e Pietro Metastasio. L'Isola disabitata, e Le cinesi. Due drammi per musica di un solo atto da rappresentarsi nel teatro dell'Accademia degl'Ingegnosi nell'estate dell'anno 1773 .... In Firenze, nella stamperia Bonducciana, 1773
- 1779 - Sarti, Giuseppe e Pietro Metastasio. Adriano in Siria : Dramma Per Musica. Roma, Luigi Bendio, 1779
- 1781 - Vinci, Leonardo e Pietro Metastasio. Siroe. Venezia : Antonio Zatta, 1781
- 1782 - Sarro, Domenico Natale e Pietro Metastasio. Didone abbandonata; libretto: Pietro Metastasio. Venezia : Zatta, 1782
- 1788 - Anfossi, Pasquale e Pietro Metastasio. Didone abbandonata, dramma per musica. Da rappresentarsi nel Real Teatro di S. Carlo nel da 30 maggio 1788, festeggiandosi il glorioso nome di Ferdinando 4. Napoli, presso Vincenzo Flauto, 1788
- 1794 - Paisiello, Giovanni e Pietro Metastasio. Didone abbandonata, dramma per musica. Da rappresentarsi nel Real Teatro di S. Carlo nel da 4 di novembre 1794, per festeggiarsi il glorioso nome di sua maesta la regina, dedicato alla real maesta di Ferdinando 4. ... . In Napoli, presso Vincenzo Flauto, 1794
- 18.. - Nicolini, Giuseppe e Pietro Metastasio. Sei ariette di Metastasio coll'accomp. di pianoforte o chitarra. Vienna, P. Mechetti, [18..]
- 1805 - Heckel, Johann Jacob. Amor timido : op. 6, [testo] di Metastasio. Vienne, Jean Cappi, [1805?]
- 1825 - Mercadante, Saverio e Pietro Metastasio. Didone abbandonata, dramma per musica. Rappresentato in Napoli nel Real Teatro di S. Carlo nell'estate del 1825. Napoli, dalla Tipografia Flautina, 1825
- 1936 - Campodonico, Giovanni Battista e Pietro Metastasio. Gesù in croce: Meditazioni-preghiere sulle Sette parole di n. S. Per coro a due voci eguali, con armonio. Versi di Pietro Metastasio. Bergamo, V. Carrara, 1936

### Ensayos
- Bozzi, Carlo Luigi, Una lettera inedita del Metastasio al conte Sigismondo D'Attems di Gorizia. Gorizia, G. Paternolli, 1932.
- Maeder, Costantino, Metastasio, l'«Olimpiade» e l'opera del Settecento. Bologna, Il Mulino, 1993.